# Кочанско благотворително братство
Кочанското благотворително братство „Св. Георги Победоносец“ е патриотична и благотворителна обществена организация на македонски българи от региона на Кичево, съществувала в българската столица София от началото на XX век.

## История
Делегати от Кочанското братство на обединителния конгрес на СМЕО и МФРО от януари 1923 година са Григор Трендов, Никола Григоров и Салтир Трендов.
Уставът на братството е приет окончателно от общото събрание на 13 април 1924 година под председателството на Григор Трендов при присъстващи 25 души делегати. На 5 юни 1925 година на общо събрание е избрано ново настоятелство в състав Димитър Наков (председател), Иван Момчилов (подпредседател), Димитър Константинов (секретар), Георги Новаков (касиер) и съветници Тома Попзахариев и Иван Тасев. На 27 юни 1926 година е избрано настоятелство в състав Димитър Ников (председател), Ангел Тодоров (подпредседател), Иван Попниколов (секретар), Сотир Трендов (касиер) и съветници Григор Кюркчиев, Благой Бояджиев и Иван Тасев.
През 1936 година в ръководството на братството влизат Ангел Куртелов, Григор Иванов Кюркчиев, Иван Попниколов Янев, Сотир Трендов Антов, Георги Данаилов Абазов, Фердинанд Ефтимов Наков и Методи Стоянов Ацев. През 1938 година в управителното тяло са избрани Ангел Тодоров Стоянов (председател), Кирил М. Киселички (подпредседател), Иван Попниколов (секретар), Сотир Трендов (касиер), Григор Кюркчиев (член), а в контролната комисия са Григор Хаджииванов (председател), Иван Тасев и Данаил Димитров са членове.
В 1941 година Ангел Тодоров е председател на Кочанско–Царевоселското благотворително братство.